# YOI-KARA
YOI-KARA（よいから）はFM NACK5で2024年10月6日から2025年3月30日まで放送されていた生放送のワイド番組。

## 概要
2023年度のナイターオフ期に同時間帯で放送された『SAITAMA Z MAP』に代わる新番組として放送開始。
NACK5の放送エリアにあたる埼玉県出身のお笑いコンビ・ストレッチーズがパーソナリティを務め、家路につくドライバーや晩ご飯を楽しむリスナーが安心して聴いてくれる「地元リスナーから愛される芸人生ワイド番組」を目指す。
番組では、埼玉県出身の著名人をゲストに迎えて埼玉繋がりの“輪”を拡げたり、埼玉県に縁があるアーティストの楽曲をオンエアしたりと、「埼玉パワー」によって明日からの活力を注入していく。

## 放送時間
- 毎週日曜日 18:00 - 20:45 (2025年3月9日 - )

### 過去の放送時間
- 毎週日曜日 18:00 - 20:30 (2024年10月6日 - 12月29日)
- 毎週日曜日 18:00 - 21:00 (2025年1月5日 - 3月2日)

## パーソナリティ
- ストレッチーズ（高木貫太・福島敏貴）

## コーナー
ストレチNEWS
ゲストコーナー
| 放送日 | 放送日   | ゲスト                                         | 備考                                                                                        |
| ------ | -------- | ---------------------------------------------- | ------------------------------------------------------------------------------------------- |
| 2024年 | 10月6日  | 石毛輝（the telephones）                       | 埼玉県出身                                                                                  |
| 2024年 | 10月13日 | はな（ぷぅ）                                   | 埼玉県さいたま市出身                                                                        |
| 2024年 | 10月20日 | 髙橋颯（WATWING）                              | 埼玉県出身                                                                                  |
| 2024年 | 10月27日 | 前島亜美                                       | 埼玉県出身                                                                                  |
| 2024年 | 11月3日  | 小川史記（BUDDiiS）                            | 埼玉県白岡市出身 『N-FIELD』元パーソナリティ                                                |
| 2024年 | 11月10日 | 石飛恵里花                                     | 埼玉県出身                                                                                  |
| 2024年 | 11月17日 | 松井咲子                                       | 埼玉県蕨市出身 かつて『見たい! 行きたい! 話したい!!』『松井咲子の気になる子さん』を担当     |
| 2024年 | 11月24日 | 志田音々                                       | 埼玉県草加市出身                                                                            |
| 2024年 | 12月1日  | 髙村栞里・久木田帆乃夏（フジコーズ）           | 両者ともに埼玉県出身                                                                        |
| 2024年 | 12月8日  | ツチヤカレン                                   | 埼玉県さいたま市出身                                                                        |
| 2024年 | 12月15日 | 団長（NoGoD）                                  | 埼玉県さいたま市出身                                                                        |
| 2024年 | 12月22日 | タモンズ（大波康平・安部浩章）                 | 「大宮セブン」メンバー                                                                      |
| 2024年 | 12月29日 | 大木伸夫（ACIDMAN）                            | 埼玉県川越市出身                                                                            |
| 2025年 | 1月5日   | センチネル（大誠・トミサット）                 | 埼玉県出身（大誠） 『七転八起～Never give up～』アシスタント（大誠）                        |
| 2025年 | 1月12日  | ピエール中野（凛として時雨）                   | 埼玉県越谷市出身                                                                            |
| 2025年 | 1月19日  | 矢作萌夏                                       | 埼玉県出身                                                                                  |
| 2025年 | 1月26日  | 遠藤莉乃・橋本真希（Rain Tree）                | 両者ともに埼玉県出身                                                                        |
| 2025年 | 2月2日   | ミサカボ・ベニ、広瀬翔一（さいたまブロンコス） |                                                                                             |
| 2025年 | 2月9日   | SORA（DEZERT）                                 | 埼玉県三郷市出身 『DEZERT ストロベリー・ナイト・シンドローム☆普通じゃNight☆』パーソナリティ |
| 2025年 | 2月16日  | 松山優太                                       | 埼玉県所沢市在住 『松山優太「優 YOU TIME」』パーソナリティ                                  |
| 2025年 | 2月23日  | サスケ（北清水雄太・奥山裕次）                 | 埼玉県毛呂山町出身                                                                          |
| 2025年 | 3月2日   | 小林歌穂（私立恵比寿中学）                     | 埼玉県出身                                                                                  |
| 2025年 | 3月9日   | KOKORO（UN1CON）                               | 埼玉県出身                                                                                  |
| 2025年 | 3月16日  | 大場花菜（=LOVE）                              | 埼玉県出身                                                                                  |
| 2025年 | 3月23日  |                                                |                                                                                             |

YOI-KARAイントロクイズ
リスナーと電話をつなぎ、高木・福島のいずれか1名とイントロクイズで対決する。
2025年1月5日の放送では、特別企画として、ストレッチーズと当日ゲストのセンチネルの4名で対決した。
ひとかけらの落とし物 -ONE PIECE-
偏見！ジャッジメント！
リスナーの持っている偏見が「偏見」なのか「事実」なのか、ストレッチーズがジャッジする。
高木貫太のツッコミ1000本ノック！
ストレッチーズのツッコミ担当・高木にツッコんでほしいメールを募集し、高木が即興で華麗にツッコミを入れていく。